# Леонов, Павел Петрович (художник)
Павел Петрович Леонов (20 декабря 1920, с. Волотовское, Орловская губерния — 25 марта 2011, п. Савино, Ивановская область) — один из ведущих представителей российского наивного искусства. Наравне с Еленой Волковой был одним из последних живущих представителей старшего поколения наивных художников.

## Биография
Родился 20 декабря 1920 года в селе Волотовское Орловской губернии. Жил под гнётом деспотического отца.
В конце 1930-х годов уехал в город на заработки. Работал на заводах, рубил лес, ремонтировал суда, строил дороги, был столяром, штукатуром, печником, жестянщиком, маляром, художником-оформителем. Жил в Орле, на Украине, в Азербайджане, Грузии, Узбекистане. 1 июня 1943 года был призван в ряды РККА, служил в Одесском военном округе Закавказского фронта, закончил службу 2 февраля 1946 года в звании младшего лейтенанта, в 1985 году был награжден орденом Отечественной войны II степени.  Был несколько раз арестован в 1940—1950 годах.
Живописью стал пробовать заниматься в 1950-е годы на Камчатке. В 1960-е участвовал в работе Заочного народного университета искусств (ЗНУИ), где его учителем был Рогинский. Рогинский называл его «Дон Кихотом советского времени». В 1980-е он бросил живопись, так как боялся ареста за нетрудовые доходы. С 1990-х годов начался наиболее плодотворный период его творчества, когда его работы активно скупают московские коллекционеры.
Стиль Леонова характеризуется сочетанием больших и малых фигур, а также разбиением плоскости картины на отдельные квадратики «телевизоры», в которых разворачиваются различные сцены. Его картины, наряду с работами Ивана Селиванова были использованы при съёмках фильма "Серафим Полубес и другие жители Земли".
Жил в селе Меховицы Савинского района Ивановской области.
После смерти жены не работал и жил у сына в посёлке Савино. Умер 25 марта 2011 года, похоронен на кладбище в п. Савино.

## Личная жизнь
Жена Леонова Зинаида  Сергеевна (умерла в 2006). Сын Сергей.

## Работы находятся в собраниях
- Владимиро-Суздальский музей-заповедник.
- Музей-заповедник "Царицыно", Москва.
- Музей наивного искусства в Москве.
- Хорватская национальная галерея.
- Музей Шарлотты Цандер (Германия).
- Музей Органической Культуры в Коломне.
- Коллекция Богемской-Турчина[5]

## Выставки
Получил первый приз международной выставки «Insita-1997» в Братиславе. Имеет более десяти персональных выставок.
Российские выставки: «Сон Золотой», (1993, центр современного искусства на Якиманке), многочисленные персональные выставки в галерее «Дар» в 1990-е годы, галерея Ковчег (1999), Национальная галерея в Братиславе (1997, 2000), «Потерянный рай» (Галерея «Проун», 2005), выставка к 85-летию художника (ГЦСИ и музей наивного искусства, 2005), ярмарка Арт-Москва (2008), ярмарка Арт-Манеж (многократно). Участник передвижных выставок Музея наивного искусства: «Пушкинские образы в творчестве наивных художников России» (1999), «И увидел я новое небо» (2001), Участник Московских международных фестивалей наивного искусства и творчества аутсайдеров «Фестнаив — 2004» и «Фестнаив — 2007».
Зарубежные выставки: Нью-Йорк (галерея Сент-Этьен), Эдинбург (Ziv gallery), Амстердам (Hamer gallery), Германия (музей Шарлотты Цандер).
Участие в выставке «Художники, наивно увидевшие окружающую их жизнь» Музея Органической Культуры (Коломна) в театре Анатолия Васильева.
Публикации в ведущих российских и зарубежных журналах: Огонёк, Коммерсант, Raw vision.

### Персональные выставки
- 2012 — «Рисунок и живопись». Галерея «Роза Азора», Москва.[7]
- 2011 — «Живопись Павла Леонова из собрания К. Г. Богемской». Отдел личных коллекций ГМИИ имени А. С. Пушкина, Москва.[8][9][10]
- 2010 — «Павел Леонов» (Из собр. К. Богемской и А. Турчина). Галерея ROZA AZORA, Москва[4].
- 2005 — «Павел Леонов». Московский музей современного искусства, Москва[2].

## Награды
- В 1997 году на Международной выставке наивного искусства «INSITA» в Братиславе (Словакия) удостоен Гран при.
- В 2000 году на 6-м Интернациональном конкурсе наивного искусства «Gallerie pro art Kasper» в Швейцарии удостоен Гран при.[11]